# Laudatio
Eine Laudatio (von lateinisch laudare ‚loben‘, ‚preisen‘; Plural: Laudationes) ist eine ehrende Rede anlässlich von Preisverleihungen und sonstigen Würdigungen. Sie wird vom Laudator vorgetragen, der oft eine prominente Person aus dem öffentlichen Leben ist. 

## Antike
In der römischen Antike war eine laudatio allgemein eine Lobrede zu Ehren einer Person oder manchmal auch einer Gruppe von Personen bzw. einer Gemeinschaft. Als spezifische Formen der laudatio sind zu nennen:
- laudatio iudicialis: mündliche oder schriftliche Erklärung zugunsten eines Angeklagten, die dessen Charakter und Verdienste ins rechte Licht setzen soll;
- laudatio funebris: Leichenrede, meist schriftlich aufgezeichnet und von der Familie des Verstorbenen verbreitet.

## Gegenwart
Anlass für eine Laudatio können die Verleihung einer Ehrendoktorwürde, eines Preises, der Abschluss einer Ausbildung oder ein Jubiläum, Hochzeiten, Geburtstage, aber auch Beerdigungen sein. Der Laudatio folgt nicht selten noch eine mehr oder weniger ausführliche Rede der geehrten Person (Laureat) selbst.
Bei einer Laudatio gilt es als Fauxpas, den Laureaten in irgendeiner Weise negativ darzustellen. Andererseits sollte übertriebenes Lob vermieden werden. Eine humorvolle Übertreibung kann aber beabsichtigt sein.
Ironisch, satirisch wird der Begriff bei der Verleihung von Negativpreisen wie beispielsweise den Big Brother Awards verwendet, deren Ansprachen in der Regel eine Kritik an der entsprechenden Person oder Institution  darstellen.